# Gabriel Bortoleto
Gabriel Lourenzo Bortoleto Oliveira (Osasco, 14 de outubro de 2004) é um automobilista brasileiro que atualmente compete na Fórmula 1 pela equipe Sauber. Ele sagrou-se campeão do Campeonato de Fórmula 3 da FIA de 2023 e do Campeonato de Fórmula 2 da FIA de 2024, ambos como estreante. Bortoleto fez parte do Programa de Desenvolvimento de Pilotos da McLaren entre 2023 e 2024.

## Biografia
Gabriel Lourenzo Bortoleto Oliveira é natural de Osasco, cidade da região metropolitana de São Paulo. Ele é filho de Andrea Bortoleto e de Lincoln Oliveira da Silva, empresário fundador da Americanet e acionista do grupo que controla a Stock Car Brasil. Ele possui um irmão mais velho chamado Enzo Bortoleto, que foi piloto, teve passagens pela Fórmula 3 Britânica e pela Porsche Cup, fundou a KTF Sports e hoje em dia é empresário. Através de Enzo, Gabriel tem dois sobrinhos: Lorenzo, nascido em 2019, e Manuela, nascida em 2022.
Gabriel se tornou piloto por influência do pai e do irmão, dando suas primeiras voltas de kart aos seis anos, no kartódromo de Aldeia da Serra. Lincoln sempre foi fã da Fórmula 1, mas nunca pôde competir por ter origens mais simples. Enzo chegou a tentar uma carreira de piloto na Europa, mas desistiu porque sua família não tinha condições de manter os dois irmãos ao mesmo tempo. Gabriel se mudou para a Itália aos onze anos, indo viver inicialmente em Desenzano del Garda, pequena cidade próxima de Veneza. Segundo o piloto, a mudança não foi comunicada à sua mãe, pois se ela soubesse que ele ficaria em definitivo na Europa, não o deixaria ir. Atualmente, ele vive em Milão.

## Carreira

### Cartismo
Bortoleto começou no kart no Brasil em 2012 no Campeonato Sul-Brasileiro de Kart. Ele permaneceu nos karts até 2019, com seu ano de maior sucesso sendo 2018, onde terminou em terceiro nos campeonatos Europeu e Mundial na categoria OKJ, respectivamente, e se tornou vice-campeão na WSK Super Master Series e no Troféu Andrea Margutti.

### Fórmulas inferiores
Bortoleto fez sua estreia no automobilismo no Campeonato Italiano de Fórmula 4 de 2020, ao lado de Sebastián Montoya, Gabriele Minì e Dino Beganovic na Prema Powerteam. Seu primeiro pódio veio em Mugello, onde marcou o segundo, terceiro e uma vitória, conquistando sua primeira vitória em monopostos na quarta rodada da temporada. O brasileiro marcou mais dois pódios em Monza e terminou a temporada em quinto lugar na classificação geral, à frente de Montoya, mas atrás dos companheiros de equipe Beganovic e Minì, com este último sendo o campeão da temporada. Bortoleto também terminou em quarto lugar na classificação entre os estreantes.

### Fórmula Regional Europeia

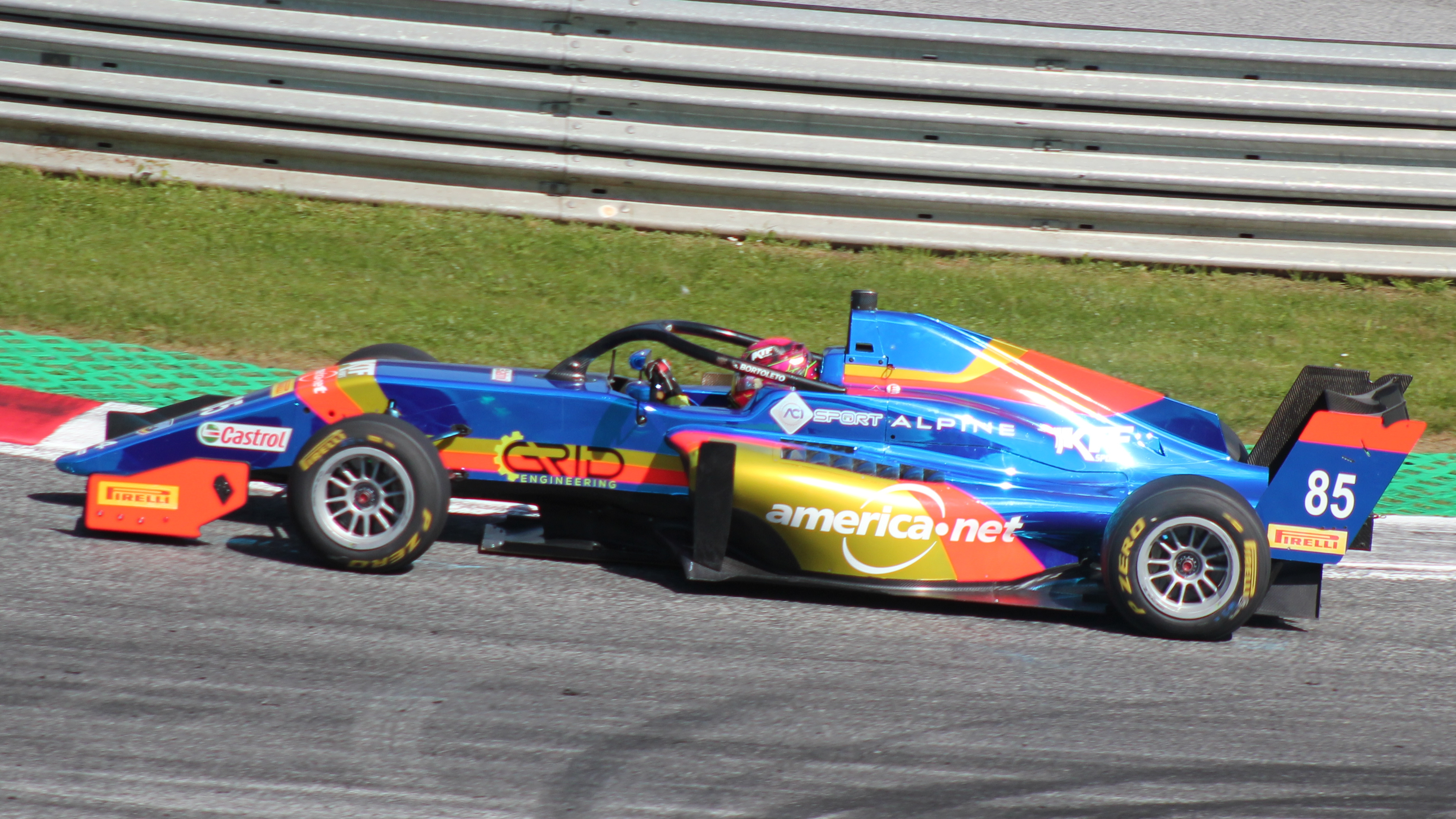
Bortoleto guiando o carro da FA Racing em prova da FRECA de 2021

Em março de 2021, foi anunciado que Bortoleto faria sua estreia no Campeonato de Fórmula Regional Europeia com a FA Racing, sendo companheiro regular de Alexandre Bardinon e de Andrea Rosso. Ele marcou seus primeiros pontos na primeira corrida da temporada em Ímola, onde terminou em nono.
Mas o osasquense teve que lidar com uma sequência de onze corridas fora dos pontos, que só foi quebrada na rodada da Áustria, com o sétimo lugar na corrida 1 e o segundo lugar na corrida 2, que também foi seu primeiro e único pódio no ano. Bortoleto ficou em décimo quinto, com 44 pontos, e esse resultado o colocou como melhor piloto da FA Racing do ano.

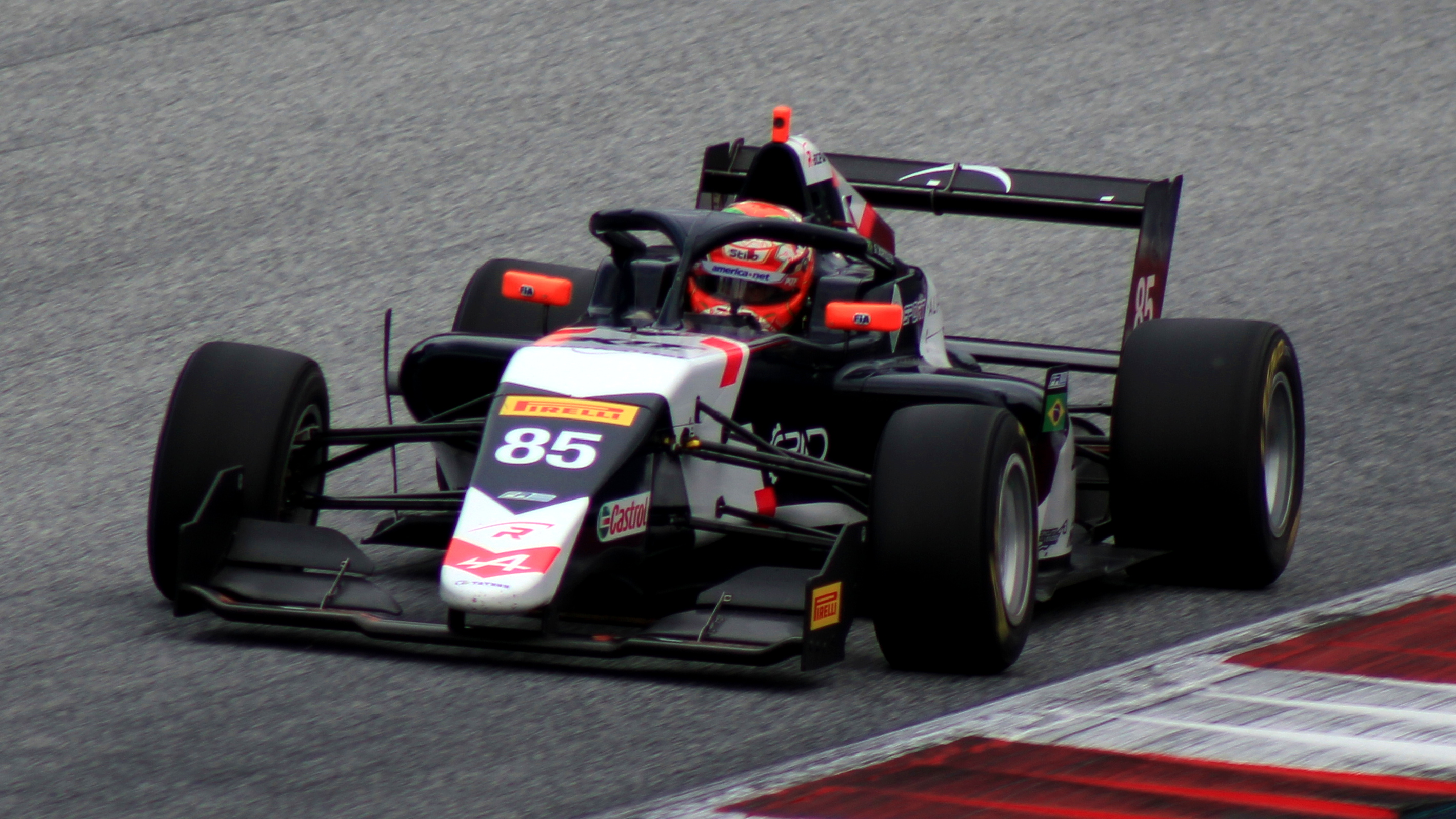
Bortoleto na prova da FRECA no Red Bull Ring em 2022

Em 2022, Bortoleto fez duas rodadas do Campeonato de Fórmula Regional Asiática, pontuando em cinco das seis corridas que disputou e vencendo a corrida 2 em Abu Dhabi, com esses resultados o colocando em décimo quarto lugar, com 46 pontos.
Em abril desse mesmo ano, Bortoleto iniciou sua segunda temporada na FRECA. Ele se transferiu para a R-ace GP, tendo como companheiros regulares Lorenzo Fluxá e Hadrien David. Ele teve um ano mais consistente do que o anterior, pontuando em 16 das 20 etapas do ano. O paulista venceu duas provas, fez cinco pódios no total e somou 176 pontos, sendo o sexto colocado na classificação geral.

### Fórmula 3

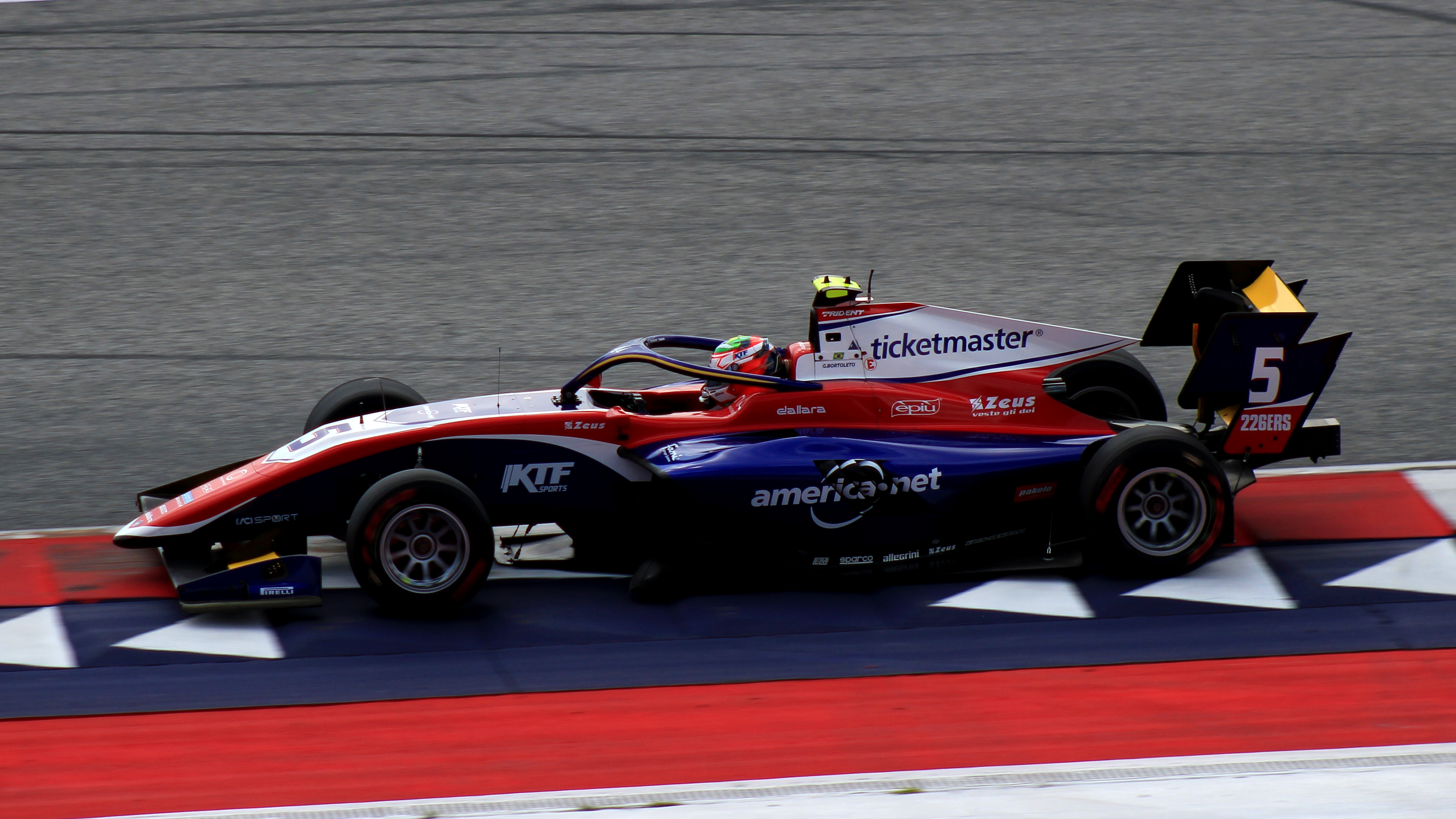
Bortoleto na etapa da Áustria da Fórmula 3 em 2023

No final de setembro de 2022, Bortoleto participou do teste de pós-temporada do Campeonato de Fórmula 3 da FIA em Jerez com a equipe com a Trident Racing, em parceria com Oliver Goethe e Leonardo Fornaroli. Pouco depois, foi anunciado como piloto da Trident para a temporada de 2023, tornando-se o primeiro piloto a ser anunciado para uma equipe para aquela temporada. Bortoleto teve a sua primeira vitória na corrida longa do Barém, e venceu novamente na Austrália, prova na qual ele também fez sua primeira e única pole na F3. O brasileiro liderou o campeonato desde a rodada de estreia, engatando uma excelente sequência de 13 corridas na zona de pontos, e ainda fez mais quatro segundos lugares pelo resto do ano. Assim, ele chegou à rodada final em Monza com uma grande vantagem sobre seus principais concorrentes, Paul Aron e Pepe Martí, precisando apenas que nenhum deles fizesse a pole para a última corrida do ano. E com a pole indo para Oliver Goethe, Bortoleto se sagrou campeão da Formula 3 na sua temporada de estreia. O piloto de Osasco encerrou o ano com seis pódios e 164 pontos, 45 a mais do que Zak O'Sullivan, que tomou o vice-campeonato na última rodada.

### Fórmula 2
Em novembro de 2023, a equipe Invicta Racing anunciou a contratação de Bortoleto para disputar a Fórmula 2 em 2024, ao lado do indiano Kush Maini. Bortoleto começou a temporada se classificando em segundo para a abertura da temporada no Barém, mas foi promovido à pole position depois que seu companheiro de equipe Maini foi desclassificado da qualificação por uma infração técnica. No sprint, Bortoleto terminaria em sexto, apesar do contato com Isack Hadjar na curva 1. Bortoleto então terminaria em quinto na corrida principal, marcando uma primeira rodada decente para o brasileiro.

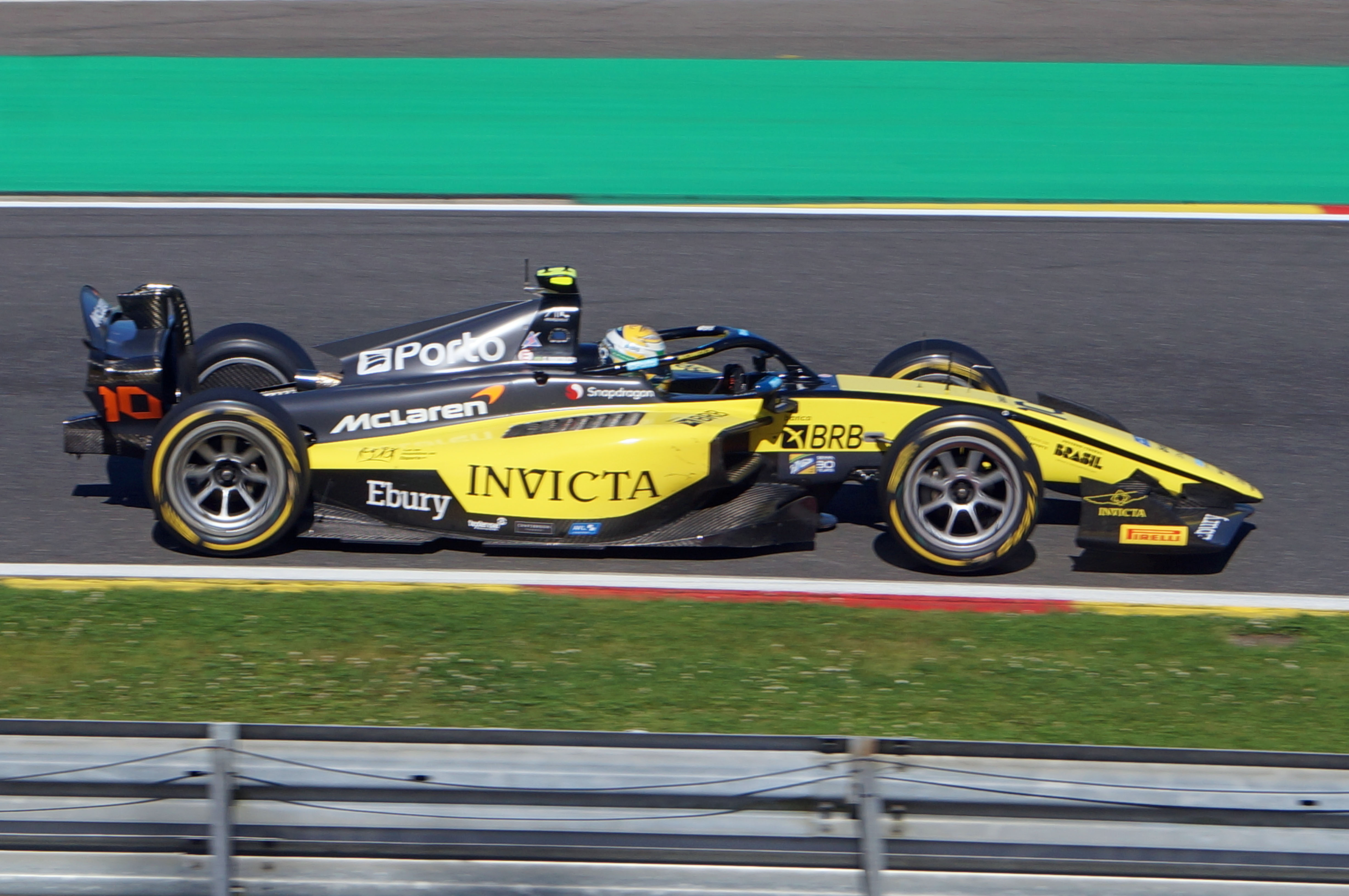
Bortoleto na etapa de Spa-Francorchamps da Fórmula 2 (2024)

Bortoleto se recuperou de maus finais de semana ao conquistar a pole para a rodada em Ímola. O paulista terminou o sprint em sexto, marcando seus primeiros pontos desde o Barém. Ele caiu para quarto no início da corrida principal, mas voltaria para a vice-liderança da prova após a fase os pit-stops. Ele perseguiu Isack Hadjar, mas o franco-argelino segurou a vitória por meio segundo, mesmo assim, o segundo lugar marcou o primeiro pódio de Bortoleto na Fórmula 2.
Bortoleto então se classificou em nono no GP de Mônaco e terminaria a corrida sprint em segundo, marcando o segundo pódio consecutivo. Ele terminou a prova principal em oitavo. Bortoleto se classificou em 4º para a rodada em Barcelona e terminou a corrida sprint em quinto. Na corrida principal, Bortoleto terminou em sétimo, mas caiu para 10º após uma penalidade por causar uma colisão com o companheiro de equipe Kush Maini, encerrando o que foi um fim de semana muito mediano para o piloto da Invicta.
Bortoleto se classificou em terceiro para a rodada na Áustria e terminou o sprint em quarto. Já na corrida principal na Áustria, Bortoleto assumiu a liderança da prova e parou ao mesmo tempo que Zane Maloney, na volta 7. O brasileiro tirou a liderança de Pepe Martí na volta 18 e conquistou sua primeira vitória na Fórmula 2, subindo para o terceiro lugar no campeonato com 85 pontos após 7 rodadas.
Bortoleto se classificou em 6º em Silverstone. Durante a sprint, ele teve uma longa batalha pelo terceiro lugar com o companheiro de equipe Kush Maini, que terminou com Bortoleto ultrapassando Maini na linha para assumir o último lugar no pódio. No entanto, os comissários consideraram que Bortoleto havia completado a ultrapassagem para fora da pista, então ele recebeu uma penalidade de 5 segundos, deixando-o no quarto lugar, fora do pódio e atrás de seu companheiro de equipe. Na corrida principal, Bortoleto terminou em sexto após uma corrida tranquila, levando alguns pontos para casa.
Bortoleto se classificou em 4º para a rodada na Hungria, mas terminaria a sprint em 16º depois que seus pneus acabaram. Ele se recuperaria terminando em 4º na corrida principal. Para a rodada na Bélgica, Bortoleto se classificou em 2º, mas terminou a sprint em 10º. Na corrida principal, Bortoleto ficou atrás do rival Isack Hadjar no início. Bortoleto tentou parar mais tarde do que seus rivais e usar sua vantagem de pneus para vencer a corrida, mas Hajdar segurou a vitória, o que significa que Bortoleto terminou em 2º. Apesar disso, ele subiu para 2º na classificação devido ao abandono de Paul Aron na última volta, mas Bortoleto foi para as férias de verão com 36 pontos atrás do líder do campeonato Hadjar.
A qualificação de Bortoleto para a sua marcante rodada em Monza foi um desastre, pois ele se classificou em último para ambas as corridas. Bortoleto fez uma recuperação brilhante para ir do último para o oitavo lugar no sprint, ainda dividindo o único ponto disponível com Dennis Hauger, pois ambos cruzariam a linha lado a lado, e a organização concedeu apenas 0,5 ponto para cada. A corrida principal, no entanto, foi ainda melhor, pois Bortoleto iria do último para o primeiro depois de se beneficiar de um safety car causado por Dennis Hauger, que rodou na curva 1. A vitória, juntamente com Hadjar não marcando pontos durante o fim de semana, permitiu que Bortoleto reduzisse a liderança do francês para 10,5 pontos com 3 rodadas restantes, com o brasileiro se colocando como sério candidato ao título pela primeira vez em 2024. A liderança veio após a rodada do Azerbaijão, em que Hadjar ficou mais uma vez sem pontuar, enquanto Bortoleto conseguiu se manter livre dos acidentes para terminar em quinto na corrida curta e em quarto na corrida longa, com o brasileiro se colocando com 4,5 pontos de vantagem sobre o franco-argelino.
Na rodada final do Campeonato de Fórmula 2 em Yas Marina, ele e Hadjar estavam praticamente empatados na luta pelo título, com Bortoleto conservando a vantagem de 0,5 pontos. O brasileiro adicionou mais 4 pontos de distância após o segundo lugar na corrida sprint. Na corrida principal, a luta pelo campeonato foi encerrada mais cedo, pois Hadjar ficou parado na largada, enquanto Bortoleto terminou a corrida principal em segundo, logo atrás do piloto paraguaio Joshua Dürksen. Com isso, o piloto brasileiro foi coroado campeão da Fórmula 2 da FIA em sua temporada de estreia.

### Fórmula 1
Em setembro de 2022, Bortoleto foi anunciado para se juntar à equipe de gestão do bicampeão de Fórmula 1 Fernando Alonso. Após conquistar o título da Fórmula 3 em 2023, Bortoleto assinou com o Programa de Desenvolvimento de Pilotos da McLaren em outubro de 2023.

#### Sauber (2025)

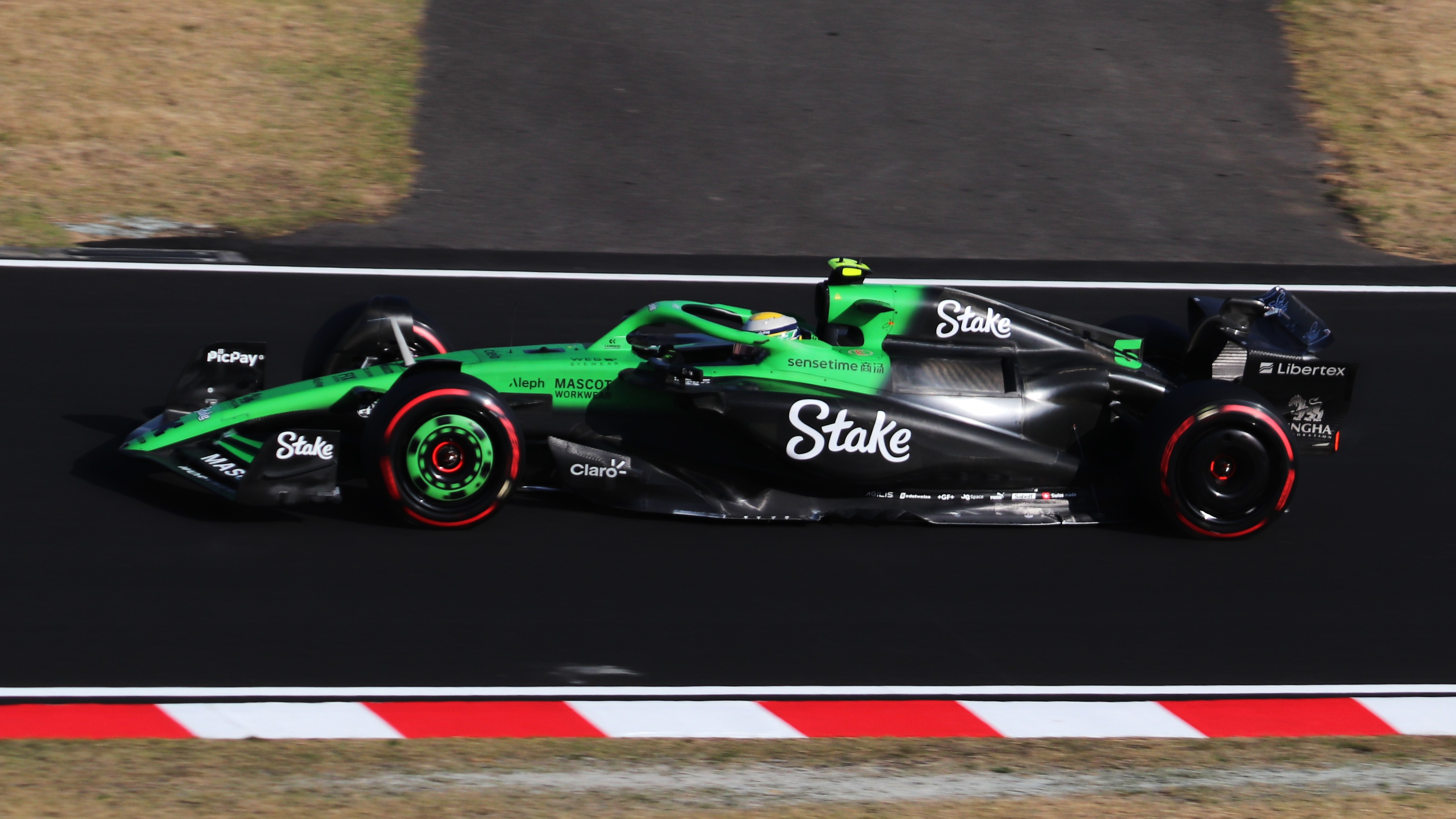
Bortoleto (foto no Grande Prêmio do Japão) estreou na Fórmula 1 com a Sauber em 2025.

No dia 6 de novembro de 2024, a Sauber (que será transformada na Audi F1 Team em 2026) confirmou a contratação de Bortoleto, em um acordo de vários anos para ele competir pela equipe a partir da temporada de 2025, ao lado de Nico Hülkenberg; os dois pilotos substituiram a dupla formada por Valtteri Bottas e Zhou Guanyu. Bortoleto e Hulkenberg participaram dos testes de pós-temporada com a Sauber, e o jovem brasileiro deu 130 voltas no carro. Para sua carreira na F1, Bortoleto escolheu o número 5, que foi usado pela última vez na categoria por Sebastian Vettel entre 2015 e 2022, e em entrevista, o pai dele justificou que a escolha se deu por ter sido o número que estampou o carro de Gabriel durante sua campanha vitoriosa na Fórmula 3.
Em sua estreia na F1, no GP da Austrália, Bortoleto conseguiu avançar para o Q2 e largar em 15º, na frente do companheiro Hülkenberg, mas na corrida, o paulista enfrentou dificuldades por conta das condições climáticas, bateu e abandonou a prova, com o piloto afirmando ter forçado demais o ritmo. Gabriel foi vítima de uma colisão de Jack Doohan nas voltas finais da sprint na China, mas conseguiu se manter na pista e finalizar em décimo oitavo, e na corrida, foi o décimo quarto colocado. No Japão, Bortoleto tentou uma estratégia diferente ao largar de pneus duros, mas perdeu posições na largada, e por conta das limitações de seu carro e da pista, não conseguiu fazer ultrapassagens e terminou em 19º. Mesmo assim, ele afirmou ter gostado do Circuito de Suzuka e se mostrou satisfeito por seu aprendizado e evolução.
No dia 29 de junho de 2025, Bortoleto conquistou seus primeiros 4 pontos terminando na 8° posição no Grande Prêmio da Áustria.

## Vida pessoal
Desde 2020, Gabriel namora a estudante brasileira Isabela Bernardini.
Bortoleto admira os pilotos de Fórmula 1 Ayrton Senna, Fernando Alonso e Max Verstappen. O primeiro foi homenageado em seu capacete usado nas provas da Fórmula 2 de Ímola, e o jovem continuou usando o design inspirado no do tricampeão de F1 quando fez sua estreia na categoria. O segundo, Alonso, é seu atual empresário, com o próprio Bortoleto contando que partiu dele a iniciativa de procurar o bicampeão espanhol, e que ele sempre lhe dá várias dicas na parte técnica. Já Verstappen é uma inspiração para Bortoleto desde o seu início de carreira no kart, pois o brasileiro passou pela mesma equipe do tetracampeão neerlandês e disse ter ouvido muitas histórias a respeito dele, o que o fez desejar ser mais como Verstappen. Gabriel e Max são bons amigos, tendo participado de corridas de simulador juntos, e o brasileiro também tem amizade com Dudu Barrichello, Felipe Drugovich e vários outros pilotos. Bortoleto afirma não acompanhar muito o futebol, declarando simpatizar com o São Paulo, e também sendo fotografado usando uma camisa do Flamengo.

## Registros na carreira

### Sumário da carreira nokarting
| Temporada | Categoria                                    | Equipe     | Classificação |
| --------- | -------------------------------------------- | ---------- | ------------- |
| 2012      | Campeonato Sulbrasileiro de Kart — PMK/Mirim |            | 9.º           |
| 2012      | Campeonato Paulista de Kart — Mirim          |            | 2.º           |
| 2012      | Open do Brasileiro de Kart — Mirim           |            | 1.º           |
| 2012      | Campeonato Brasileiro de Kart — Mirim        |            | 2.º           |
| 2014      | Super Kart Brasil — Cadete                   |            | 2.º           |
| 2014      | Open do Brasileiro de Kart — Cadete          |            | 1.º           |
| 2014      | Campeonato Brasileiro de Kart — Cadete       |            | 3.º           |
| 2016      | Trofeo delle Industrie — 60 Mini             |            | 6.º           |
| 2016      | ROK Cup International Final — Mini ROK       | Gamoto Asd | 7.º           |
| 2016      | WSK Final Cup — 60 Mini                      | Gamoto Asd | 29.º          |
| 2017      | WSK Champions Cup — OKJ                      | CRG SpA    | 7.º           |
| 2017      | South Garda Winter Cup — OKJ                 | CRG SpA    | 29.º          |
| 2017      | Trofeo Andrea Margutti — OKJ                 | CRG SpA    | 19.º          |
| 2017      | Trofeo delle Industrie — OKJ                 | CRG SpA    | 11.º          |
| 2017      | WSK Super Master Series — OKJ                | CRG SpA    | 14.º          |
| 2017      | German Karting Championship — OKJ            | CRG SpA    | 31.º          |
| 2017      | CIK-FIA European Championship — OKJ          | CRG SpA    | 8.º           |
| 2017      | CIK-FIA World Championship — OKJ             | CRG SpA    | 7.º           |
| 2017      | SKUSA SuperNationals — X30 Junior            | CRG SpA    | 9.º           |
| 2017      | WSK Final Cup — OKJ                          | CRG SpA    | 33.º          |
| 2018      | WSK Champions Cup — OKJ                      | CRG SpA    | 19.º          |
| 2018      | South Garda Winter Cup — OKJ                 | CRG SpA    | 33.º          |
| 2018      | Trofeo Andrea Margutti — OKJ                 | CRG SpA    | 2.º           |
| 2018      | WSK Super Master Series — OKJ                | CRG SpA    | 2.º           |
| 2018      | CIK-FIA European Championship — OKJ          | CRG SpA    | 3.º           |
| 2018      | CIK-FIA World Championship — OKJ             | CRG SpA    | 3.º           |
| 2018      | WSK Final Cup — OK                           | CRG SpA    | 11.º          |
| 2019      | South Garda Winter Cup — OK                  | CRG SpA    | 9.º           |
| 2019      | WSK Super Master Series — OK                 | CRG SpA    | 7.º           |
| 2019      | CIK-FIA European Championship — OK           | CRG SpA    | 13.º          |
| 2019      | CIK-FIA World Championship — OK              | CRG SpA    | 33.º          |
| 2019      | FIA Karting International Super Cup — KZ2    | CRG SpA    | 53.º          |
| Fontes:   |                                              |            |               |

### Sumário da carreira automobilística
| Temporada | Categoria                 | Equipe                    | Corridas | Vitórias | Poles | V.M.R. | Pódios | Pontos | Classificação |
| --------- | ------------------------- | ------------------------- | -------- | -------- | ----- | ------ | ------ | ------ | ------------- |
| 2020      | Fórmula 4 Italiana        | Prema Powerteam           | 20       | 1        | 4     | 1      | 5      | 157    | 5.º           |
| 2021      | Fórmula Regional Europeia | FA Racing by MP           | 20       | 0        | 0     | 0      | 1      | 44     | 15.º          |
| 2021      | Stock Car Light Brasil    | KTF Racing                | 4        | 1        | 1     | 0      | 1      | 60     | 13.º          |
| 2022      | Fórmula Regional Asiática | 3Y by R-ace GP            | 6        | 1        | 0     | 0      | 1      | 46     | 14.º          |
| 2022      | Fórmula Regional Europeia | R-ace GP                  | 20       | 2        | 2     | 1      | 5      | 176    | 6.º           |
| 2022      | Stock Car Brasil          | KTF Sports                | 1        | 0        | 0     | 0      | 0      | 0      | NC            |
| 2023      | Fórmula 3                 | Trident                   | 18       | 2        | 1     | 3      | 6      | 164    | 1.º           |
| 2024      | Fórmula 2                 | Invicta Racing            | 24       | 2        | 2     | 2      | 5      | 214,5  | 1.º           |
| 2025      | Fórmula 1                 | Stake F1 Team Kick Sauber | 14       | 0        | 0     | 0      | 0      | 14     | 17.º          |

### Resultados na Fórmula 4 Italiana
Legenda: (Corridas em negrito indicam pole position); (Corridas em itálico indicam volta mais rápida)
| Ano  | Equipe          | 1       | 2       | 3        | 4        | 5        | 6          | 7       | 8       | 9        | 10      | 11      | 12    | 13       | 14      | 15      | 16         | 17       | 18       | 19      | 20      | 21      | Class. | Pontos |
| ---- | --------------- | ------- | ------- | -------- | -------- | -------- | ---------- | ------- | ------- | -------- | ------- | ------- | ----- | -------- | ------- | ------- | ---------- | -------- | -------- | ------- | ------- | ------- | ------ | ------ |
| 2020 | Prema Powerteam | MIS 1 7 | MIS 2 7 | MIS 3 11 | IMO1 1 8 | IMO1 2 7 | IMO1 3 Ret | RBR 1 7 | RBR 2 7 | RBR 3 13 | MUG 1 2 | MUG 2 1 | MUG 3 | MNZ 1 18 | MNZ 2 3 | MNZ 3 2 | IMO2 1 Ret | IMO2 2 8 | IMO2 3 8 | VLL 1 4 | VLL 2 C | VLL 3 4 | 5.º    | 157    |

### Resultados na Fórmula Regional Europeia
Legenda: (Corridas em negrito indicam pole position); (Corridas em itálico indicam volta mais rápida)
| Ano  | Equipe          | 1       | 2        | 3        | 4        | 5        | 6        | 7        | 8        | 9         | 10       | 11       | 12       | 13       | 14      | 15       | 16      | 17      | 18      | 19        | 20       | Class. | Pontos |
| ---- | --------------- | ------- | -------- | -------- | -------- | -------- | -------- | -------- | -------- | --------- | -------- | -------- | -------- | -------- | ------- | -------- | ------- | ------- | ------- | --------- | -------- | ------ | ------ |
| 2021 | FA Racing by MP | IMO 1 9 | IMO 2 11 | CAT 1 23 | CAT 2 22 | MCO 1 23 | MCO 2 21 | LEC 1 18 | LEC 2 28 | ZAN 1 17  | ZAN 2 18 | SPA 1 28 | SPA 2 12 | RBR 1 7  | RBR 2   | VAL 1 11 | VAL 2 9 | MUG 1 6 | MUG 2 8 | MNZ 1 8   | MNZ 2 28 | 15.º   | 44     |
| 2022 | R-ace GP        | MNZ 1 6 | MNZ 2 9  | IMO 1 7  | IMO 2 3  | MCO 1 6  | MCO 2 5  | LEC 1 4  | LEC 2 5  | ZAN 1 Ret | ZAN 2 8  | HUN 1 9  | HUN 2 3  | SPA 1 14 | SPA 2 1 | RBR 1 15 | RBR 2 5 | CAT 1 7 | CAT 2 1 | MUG 1 Ret | MUG 2    | 6.º    | 176    |

### Resultados na Fórmula 3
Legenda: (Corridas em negrito indicam pole position); (Corridas em itálico indicam volta mais rápida)
| Ano  | Equipe  | 1          | 2         | 3         | 4         | 5         | 6         | 7         | 8         | 9          | 10        | 11        | 12        | 13        | 14        | 15          | 16         | 17        | 18        | Class. | Pontos |
| ---- | ------- | ---------- | --------- | --------- | --------- | --------- | --------- | --------- | --------- | ---------- | --------- | --------- | --------- | --------- | --------- | ----------- | ---------- | --------- | --------- | ------ | ------ |
| 2023 | Trident | BHR SPR 19 | BHR FEA 1 | MEL SPR 6 | MEL FEA 1 | MON SPR 6 | MON FEA 5 | CAT SPR 4 | CAT FEA 4 | RBR SPR 10 | RBR FEA 2 | SIL SPR 2 | SIL FEA 6 | HUN SPR 2 | HUN FEA 7 | SPA SPR Ret | SPA FEA 11 | MNZ SPR 2 | MNZ FEA 5 | 1.º    | 164    |

### Resultados na Fórmula 2
Legenda: (Corridas em negrito indicam pole position); (Corridas em itálico indicam volta mais rápida)
| Ano  | Equipe         | 1         | 2         | 3          | 4           | 5           | 6           | 7         | 8         | 9         | 10        | 11        | 12         | 13        | 14        | 15        | 16        | 17         | 18        | 19         | 20        | 21        | 22        | 23        | 24        | 25        | 26        | 27        | 28        | Class. | Pontos |
| ---- | -------------- | --------- | --------- | ---------- | ----------- | ----------- | ----------- | --------- | --------- | --------- | --------- | --------- | ---------- | --------- | --------- | --------- | --------- | ---------- | --------- | ---------- | --------- | --------- | --------- | --------- | --------- | --------- | --------- | --------- | --------- | ------ | ------ |
| 2024 | Invicta Racing | BHR SPR 6 | BHR FEA 5 | JED SPR 10 | JED FEA Ret | MEL SPR Ret | MEL FEA Ret | IMO SPR 6 | IMO FEA 2 | MON SPR 2 | MON FEA 8 | CAT SPR 5 | CAT FEA 10 | RBR SPR 4 | RBR FEA 1 | SIL SPR 4 | SIL FEA 6 | HUN SPR 16 | HUN FEA 4 | SPA SPR 10 | SPA FEA 2 | MNZ SPR 8 | MNZ FEA 1 | BAK SPR 5 | BAK FEA 4 | LSL SPR 5 | LSL FEA 3 | YMC SPR 2 | YMC FEA 2 | 1.º    | 214,5  |

### Resultados na Fórmula 1
(legenda) (resultados em negrito indicam pole position; resultados em itálico indicam volta mais rápida)
| Ano  | Equipe                    | Chassis         | Motor   | 1       | 2      | 3      | 4      | 5      | 6       | 7      | 8      | 9      | 10     | 11    | 12      | 13    | 14    | 15  | 16  | 17  | 18  | 19  | 20  | 21  | 22  | 23  | 24  | Class. | Pontos |
| ---- | ------------------------- | --------------- | ------- | ------- | ------ | ------ | ------ | ------ | ------- | ------ | ------ | ------ | ------ | ----- | ------- | ----- | ----- | --- | --- | --- | --- | --- | --- | --- | --- | --- | --- | ------ | ------ |
| 2025 | Stake F1 Team Kick Sauber | Kick Sauber C45 | Ferrari | AUS Ret | CHN 14 | JPN 19 | BHR 18 | SAU 18 | MIA Ret | EMI 18 | MON 14 | ESP 12 | CAN 14 | AUT 8 | GBR Ret | BEL 9 | HUN 6 | NED | ITA | AZE | SIN | USA | MXC | SAP | LAS | QAT | ABU | 19º*   | 14     |